# باولو أوليفيرا دي سوزا جونيور
باولو أوليفيرا دي سوزا جونيور هو لاعب كرة قدم برازيلي في مركز الدفاع، ولد في 5 مايو 1988 في بليم في البرازيل. لعب مع نادي غريميو بارويري.

## وصلات خارجية
- باولو أوليفيرا دي سوزا جونيور على موقع Soccerway.com (الإنجليزية)